# Marc Fraser Davis
Marc Fraser Davis (30 de marzo de 1913 - 12 de enero de 2000) fue uno de los Nueve Ancianos de Disney, y también uno de los artistas con más talento y director de animación en los estudios Walt Disney.
También ha diseñado los personajes para muchas de las atracciones de Disneyland: Grandes momentos con Mr. Lincoln, Piratas del Caribe, etc.
Galardonado por el programa Disney Legends en 1989.

## Juventud y educación
Marc Davis nació en la ciudad de Bakersfield, California, pero debido al trabajo de su padre constantemente estaban cambiando de ciudad. De joven estudió en más de 20 colegios diferentes a lo largo y ancho de los Estados Unidos, y este continuo ajetreo tuvo una gran influencia en los personajes que más tarde iba a desarrollar.  
Cuenta el propio Davis que al estar continuamente cambiando de colegio, tuvo que afinar mucho su sentido de la observación y comenzó desde muy pequeño a fijarse en todo tipo de detalles de las personas que le rodeaban.[cita requerida]
Más tarde, Marc Davis estudió en el Kansas City Art Institute, el California School of Fine Arts y finalmente en el Otis Institute of Los Angeles, hasta que en el año 1935 comenzó a trabajar como aprendiz en el departamento de animación de los Walt Disney Animation Studios. 

## Trayectoria profesional
Marc Davis estuvo vinculado a los estudios Disney en diversas facetas durante más de 43 años, siendo uno de los dibujantes más prestigiosos de la historia del cine de animación y uno de los miembros más destacados de Walt Disney Imagineering.
Davis estuvo tres años diseñando personajes y storyboards para la producción de animación Bambi, y posteriormente Walt Disney comenzó a involucrarle en el diseño de Mine Train Through Nature's Wonderland, una de las primeras atracciones de Disneyland que en 1977 se convertiría en Big Thunder Mountain; una de las atracciones más populares de los parques de Disney. 
En WED Enterprises, más tarde Walt Disney Imagineering, Marc Davis encontró una nueva vía para aplicar su energía creativa. Cuando Walt le comentó que estaba pensando crear una ambiciosa figura audio-animatronic de Abraham Lincoln, Davis se puso en marcha y creó los diseños que permitieron convertir una mera figura robótica en algo más; una figura con personalidad y un grado de realismo nunca antes visto. 
Marc Davis también logró convertir los bocetos creados por Mary Blair para la atracción de It's a Small World en divertidas figuras vivientes, radiantes de colorido, humor y personalidad. Pero posiblemente los trabajos más admirados de Marc Davis fueron Piratas del Caribe y Haunted Mansion; dos atracciones revolucionarias que Marc Davis logró impregnar de su característico realismo y sentido del humor a pesar de tratar temas bastante tétricos y oscuros.